# Dongo
Dongo é uma comuna italiana da região da Lombardia, província de Como, com cerca de 3 465 habitantes. Estende-se por uma área de 7 km², tendo uma densidade populacional de 495 hab/km². Faz fronteira com Colico (LC), Consiglio di Rumo, Garzeno, Germasino, Musso, Pianello del Lario, Stazzona.

## História
Ainda durante a época romana, por ali passava a via Regina, a estrada romana que ligava o porto fluvial de Cremona (moderna Cremona) a Chiavenna (Chiavenna) passando por Mediolanum (Milão).
Um documento datado de 1465 é o primeiro a sinalizar a presença de importantes minas de ferro na área. Essas minas e as usinas de tratamento de ferro, em 1771, tornaram-se propriedade dos irmãos Giacomo e Antonio Mainoni, nascidos em Leipzig (Saxônia), que gerenciaram a mina até 1792, quando assumiram os Rubinis, que construíram o primeiro alto-forno a carvão para a produção de ferro fundido. Em 1839, a empresa se tornará Rubini-Scalini-Falck, e dela nascerá a indústria siderúrgica Falck.
Em 6 de setembro de 1553, em um santuário votivo localizado no aterro do rio Albano, algumas lágrimas caíram de uma estátua representando a Virgem e o Menino, conhecida como Madonna del Fiume. Um santuário foi construído em homenagem à Madonna delle Lacrime (ou, como é conhecida na área, a Madonna del Miracolo). Em 5 de abril de 1614 o santuário foi confiado aos irmãos menores de São Francisco de Assis. Em 21 de outubro de 1945, a reverenciada efígie foi coroada pelo arcebispo do cardeal Ildefonso Schuster de Milão, em agradecimento pela conclusão da segunda guerra mundial.
Na Piazza Rubini, em 27 de abril de 1945, Benito Mussolini foi capturado pelos guerrilheiros fugindo de Milão para Valtellina, sob a escolta de soldados alemães; ele foi morto no vilarejo de Giulino, no município de Mezzegra (hoje Tremezzina), no dia seguinte.[carece de fontes?]

## Demografia
| Variação demográfica do município entre 1861 e 2011                               |
|                                                                                   |
| Fonte: Istituto Nazionale di Statistica (ISTAT) - Elaboração gráfica da Wikipedia |